# Willard e i topi
Willard e i topi (Willard) è un film horror di Daniel Mann, con Bruce Davison e Ernest Borgnine. Il film è tratto dal romanzo Diario di Ratman, di Stephen Gilbert. Il film ebbe anche un sequel, Ben, e anche un remake nel 2003 intitolato Willard il paranoico.
Il film venne distribuito negli Stati Uniti il 18 giugno 1971 e in Italia il 2 giugno 1972.

## Trama
Willard Stiles è un mite disadattato sociale con una strana passione per i topi. Vive in una grande magione insieme alla sua madre malata. Al suo ventisettesimo compleanno lascia la festa in preda all'imbarazzo. Mentre è seduto fuori da casa sua, l'uomo vede un ratto e gli dà da mangiare un pezzo della sua torta. Sua madre è arrabbiata a causa del fatto che lui abbia lasciato la casa in quel modo e gli ordina di uccidere tutti i topi che ci sono in cantina, ma Willard si rifiuta.
Willard va al lavoro ed è continuamente maltrattato dal suo capo, Mr. Martin. Ritornato a casa, Willard esegue gli ordini della madre e uccide alcuni topi, ma questo gesto comincia a farlo sentire in colpa.
Nel pomeriggio Willard comincia a giocare con un ratto di nome Queenie, al quale comincia ad insegnare alcune parole come "cibo" e "vuoto", finché non trova un topo bianco al quale comincia ad affezionarsi e decide di chiamarlo Socrate. Ben presto altri topi cominciano ad arrivare e ad interagire con Willard, tra cui un enorme ratto di nome Ben.
Al lavoro, il suo capo, Mr. Martin, continua ad infastidirlo, dicendogli anche che non gli darà un aumento e che lo esorterà a vendere la casa. Willard decide di vendicarsi liberando i suoi topi ad un party indetto dal suo capo, dove spaventano tutti gli ospiti.
Il giorno dopo, mentre è al lavoro, Willard scopre che sua madre è morta, lasciandolo in seri guai finanziari. Un giorno Willard decide di portare al lavoro con sé Socrate e Ben, e li mette in uno scaffale. Una sua collega, Joan, decide di dargli un gatto di nome Chloe, che continua ad artigliare la valigia di Willard dove sono nascosti i due topi. Dopo che Joan se ne è andata, Willard consegna il gatto ad un estraneo per poi ritornarsene a casa. Più tardi, Willard scopre che i ratti si stanno moltiplicando e che non ha abbastanza soldi per sfamarli, così decide, grazie all'aiuto dei ratti, di derubare il suo capo.
Più tardi, a casa, Willard si arrabbia con Ben e continua a cacciarlo dalla sua camera da letto, ma il ratto continua a dormire nella sua stanza. Il giorno dopo Willard decide di andare in ufficio portandosi nuovamente con sé Socrate e Ben. Al lavoro, un'impiegata scopre Socrate e Ben e si spaventa. Mr. Martin uccide Socrate prendendolo a mazzate, devastando il povero Willard. Sconvolto dalla morte di Socrate, Willard decide di addestrare i suoi topi per poi vendicarsi del suo capo. Ci riuscirà e i ratti, guidati da Ben, uccideranno Mr. Martin. Dopo la morte del suo capo, Willard abbandona Ben e inizia a disfarsi dei suoi topi sigillando le loro tane e facendoli affogare.
Una sera, Willard invita a cena Joan, ma più tardi la donna fugge terrorizzata dalla vista di Ben. Willard affronta Ben cercando di utilizzare del veleno per topi, ma il ratto legge la scatola e avverte squittendo i suoi compagni. In un atto di disperazione, Willard tenta di sbarazzarsi di Ben con una scopa, ma senza successo. Spaventato, Willard si chiude dentro in una stanza bloccando la porta, ma i topi riescono ad entrare rosicchiandola per poi uccidere definitivamente l'uomo. Il film finisce con un primo piano di Ben, mentre i titoli di coda cominciano a scorrere.

## Curiosità
- Per fare in modo che Ernest Borgnine sembrasse attaccato dai topi, venne spalmato del burro d'arachidi sull'attore per attirare facilmente i roditori.
- In Spagna il film venne distribuito col titolo La Revolución de las ratas (La rivoluzione dei ratti).
- Secondo l'autobiografia di Ernest Borgnine, la produzione gli offrì di scegliere fra un salario maggiore o una percentuale del botteghino. Borgnine scelse il salario maggiore.
- Willard e i topi servì come aneddoto di apertura nel capitolo "Il divenire-intenso, divenire-animale, divenire-impercettibile..." del libro Millepiani.

## Riconoscimenti
- nominato agli Eddie Awards come "Miglior montatore"
- nominato agli Edgar Award come "Miglior sceneggiatura"